# Witvoorhoofdsjakohoen
De witvoorhoofdsjakohoen (Penelope superciliaris) is een vogel uit de familie sjakohoenders en hokko's (Cracidae). De wetenschappelijke naam van de soort is voor het eerst geldig gepubliceerd in 1815 door Temminck.

## Voorkomen
De soort komt voor in het midden en oosten van Zuid-Amerika en telt 3 ondersoorten:
- P. s. superciliaris: het noordelijke deel van Centraal-en oostelijk Brazilië.
- P. s. jacupemba: centraal en zuidelijk Brazilië en oostelijk Bolivia.
- P. s. major: zuidelijk Brazilië, oostelijk Paraguay, noordoostelijk Argentinië.

## Beschermingsstatus
Op de Rode Lijst van de IUCN heeft de soort de status veilig.